# Jean Deyrolle
Pour les articles homonymes, voir Deyrolle.
Jean Deyrolle, né le 20 août 1911 à Nogent-sur-Marne et mort le 30 août 1967 à Toulon, est un peintre, illustrateur et lithographe français.

## Biographie
Petit-fils du peintre Théophile Deyrolle (1844-1923), petit-neveu du peintre Alfred Guillou (1844-1926), et donc d'ascendance bretonne, Jean Deyrolle appartient à la jeune avant-garde qui va renouveler l’art abstrait français à partir de 1946.
Né à Nogent-sur-Marne où son père, médecin militaire, est en garnison, il n'a que quelques mois lorsque sa famille revient s'installer en Bretagne, successivement à Vannes, à Quimper puis, à la mort de son père — il a alors 13 ans — chez sa grand-mère, quai Pénéroff à Concarneau,. Il s’inscrit à l’école Art et Publicité, rue de Fleurus à Paris en 1928, puis commence à peindre en autodidacte, se définissant lui-même comme d'un « impressionnisme académique ».
En 1938, il rencontre le futur critique Charles Estienne avec lequel il se lie d'amitié.
Sa première période figurative est influencée par Paul Sérusier et les nabis : « tout en l'affranchissant de la perspective traditionnelle, Sérusier lui enseigne la peinture par aplat et l'oriente vers une vue synthétique de la réalité ». Il évoque lui-même sa rencontre avec César Domela en 1942 à la galerie Jeanne Bucher comme étant « l'élément déterminant d'une renonciation à la figuration devenue inutie » ; de fait, il évoluera alors vers l'abstraction géométrique et sera représenté par la galerie Denise René, qui lui organise sa première rétrospective en 1966.
Il reçoit le prix Kandinsky en 1946. Cette distinction lui ouvre les portes des principales manifestations collectives d’art abstrait.
Jean Deyrolle a beaucoup travaillé à Gordes (Vaucluse), qu’il découvre en 1947, et où il entraînera nombre de ses amis comme Gérard Schneider, Serge Poliakoff, Émile Gilioli, Victor Vasarely ou Jean Dewasne.
L'artiste écrit en 1957 : « Ce que je cherche, c'est, par la multiplicité et la combinaison des formes, à atteindre à de multiples significations : carré, oiseau, chaleur, amitié, que sais-je ? Lorsque la vision devient multiple, on en vient tout naturellement à ne plus attacher d'importance au sujet présumé ». Il devient professeur à l’Académie d’art de Munich en 1959.
Mort d'une crise cardiaque le 30 août 1967 à Toulon, Jean Deyrolle est enterré au cimetière de Gordes.

## Expositions personnelles
- Galerie Denise René, Paris, 1947, 1948, 1951, mai-juin 1953, 1966 (rétrospective)[7].
- Jean Deyrolle - Rétrospective, palais des Beaux-Arts de Bruxelles, 1956.
- Galerie Charles Lienhard, Zurich, juin 1960.
- SDS Hallen, Malmö, mars 1961.
- Jean Deyrolle - Rétrospective, musée municipal de Saint-Paul-de-Vence, 1968.
- Rennes, maison de la culture, 1969.
- Deyrolle - Vingt peintures, galerie Cavalero, Cannes, août-septembre 1975.
- musée d'Art moderne de la ville de Paris, octobre-novembre 1975.
- Hommage à Jean Deyrolle. Dixième anniversaire de sa disparition, abbaye de Senanque, 1977.
- Musée des Beaux-Arts de Quimper, 1979.
- Jean Deyrolle. Œuvres sur papier, musée des Beaux-Arts de Rennes, octobre-décembre 1984.
- Deyrolle. Peintures figuratives, peintures abstraites, musée des Beaux-Arts de Morlaix, été 1987.
- Musée Campredon, L'Isle-sur-Sorgue, 1991.
- Chapelle de la Trinité en ville close, Ville close de Concarneau, été 1993[8].
- Ville de Concarneau, été 2000[3].
- Galerie Gloux, Concarneau, 2008[9].
- Galerie Lahumière, Paris, juin-septembre 2011.
- Galerie Pascal Lainé, Ménerbes, juillet 2011[10].
- Galerie Gloux, Concarneau, décembre 2017 - janvier 2018[11].

## Expositions collectives
- Salon d'automne, 1944[12].
- Salon des surindépendants, 1945, 1946[12].
- Salon de mai, à partir de 1945[12].
- Deyrolle et quelques amis, galerie Gloux, Concarneau, 1984.
- Duo de Paris : Serge Poliakoff, Jean Deyrolle, Kunstmuseum Trapholt (da), Kolding, septembre-novembre 1992.
- Deyrolle, Guillou : généalogie d'artistes, musée de Pont-Aven, octobre 2008 - janvier 2009[9].

## Réception critique
- « Deyrolle compose des architectures libres dans des tons nuancés ; son œuvre est dominée par une savante et patiente analyse de valeurs. » - Bernard Dorival[12]
- « Le thème de ces peintures, c'est la lumière, lumière de l'Île-de-France ou de la Bretagne, lumière de la Haute-Provence et du Midi. Il n'y a aucune monotonie dans la longue suite de compositions que nous a laissée Jean Deyrolle : elles constituent, pour qui sait y voir, une sorte de journal intime, à la fois discret et éloquent. » - Georges Boudaille[13]
- « Sans céder à aucune règle fixe dans l'organisation de sa composition, Jean Deyrolle, grâce à une imagination fertile, distribue son répertoire de formes, courbes ou rectilignes, suivant des rythmes différents, en développant à l'infini les possibilités que lui permet la richesse d'un chromatisme subtil. À cette immense variété des tons s'allient l'intensité et la diversité de la matière, qui varient suivant les nombreuses techniques utilisées : brosse ou pinceau, huile, gouache ou papier collé. » - Les Muses - Encyclopédie des arts[4]
- « Un maître du second rang dans l'école abstraite française des années 1950, un créateur authentique… Mais son art reste discret, retenu par une sorte de pudeur qui s'exprime dans des tons foncés. » - Gérald Schurr[5]

## Récompenses
- Prix Kandinsky, 1946.

## Collections publiques

### Belgique
- Liège, musée des Beaux-Arts.

### Brésil
- São Paulo, musée d'Art de São Paulo.

### Danemark
- Aalborg, KUNSTEN Museum of Modern Art.
- Aarhus, ARoS Aarhus Kunstmuseum.
- Copenhague :
  - Designmuseum Danmark ;
  - Ny Carlsberg Glyptotek ;
  - Statens Museum for Kunst.

### États-Unis
- New York, musée Solomon R. Guggenheim.

### France
- Brest, musée des Beaux-Arts : 
  - Launec, huile sur toile, 100,2 × 50,2 cm ;
  - Gaël, 1959, tempera sur toile.
- Concarneau, mairie[8].
- Dunkerque, musée des Beaux-Arts.
- Ginals, Centre d'art contemporain de l'abbaye de Beaulieu-en-Rouergue.
- Gordes, mairie et poste.
- Grenoble, musée de Grenoble.
- Menton, musée municipal.
- Morlaix, musée des Beaux-Arts.
- Nantes, musée des Beaux-Arts.
- Paris :
  - département des estampes et de la photographie de la Bibliothèque nationale de France ;
  - musée d'Art moderne de Paris ;
  - musée national d'Art moderne.
- Puteaux, Fonds national d'art contemporain.
- Quimper, musée des Beaux-Arts : Équilibre, huile sur toile, 73 × 60 cm[14].
- Rennes :
  - Fonds régional d'art contemporain de Bretagne ;
  - musée des Beaux-Arts.
- Saint-Germain-en-Laye, musée départemental Maurice-Denis.
- Vervins, musée municipal.

### Hongrie
- Budapest, musée des Beaux-Arts.
- Pécs, musée de Pécs.

### Italie
- Turin, Galerie municipale d'art moderne et contemporain.

### Luxembourg
- Luxembourg, Musée national d'histoire et d'art.

### Macédoine
- Skopje, musée d'Art contemporain.

### Norvège
- Oslo, musée d'Art contemporain Astrup-Fearnley.

## Collections privées référencées
- Wilhelm Uhde[4].